# Senhor de Manique do Intendente
Senhor de Manique do Intendente é um título nobiliárquico criado por D. João, Príncipe Regente de D. Maria I de Portugal, por Decreto de data desconhecida, em favor de Diogo Inácio de Pina Manique.
Titulares
1. Diogo Inácio de Pina Manique, 1.º Senhor de Manique do Intendente;
2. Pedro António de Pina Manique de Brito Nogueira de Matos de Andrade, 2.º Senhor, 1.º Barão e 1.º Visconde de Manique do Intendente.